# ホセ・フアン・バスケス
ホセ・フアン・バスケス・ゴメス（José Juan Vázquez Gómez 、1988年3月14日 - ）は、メキシコ・グアナフアト州セラヤ出身のプロサッカー選手。元メキシコ代表。クラブ・ティフアナ所属。ポジションは、ミッドフィールダー。

## 経歴
2014年1月23日、2014 FIFAワールドカップ直前にアメリカで開催される韓国代表との親善試合でメキシコ代表初招集。同試合でスタメン出場し初キャップを記録すると、55分までプレーしヘスス・サバラと交代した。試合には4-0で勝利した。
ワールドカップではグループリーグの全3試合に出場した。

## 代表歴

### 出場大会
- メキシコ代表
  - 2014 FIFAワールドカップ

### 試合数
- 国際Aマッチ 19試合 0得点（2014年-2019年）[5]

| メキシコ代表 | 国際Aマッチ | 国際Aマッチ |
| 年           | 出場        | 得点        |
| ------------ | ----------- | ----------- |
| 2014         | 10          | 0           |
| 2015         | 8           | 0           |
| 2016         | 0           | 0           |
| 2017         | 0           | 0           |
| 2018         | 0           | 0           |
| 2019         | 1           | 0           |
| 通算         | 19          | 0           |

## タイトル

### クラブ
セラヤ
- セグンダ・ディビシオン: 2010

レオン
- リーガ・デ・アセンソ: 2012
- リーガMX: 2013, 2014

グアダラハラ
- リーガMX: 2017 (C)
- コパMX: 2017 (C)
- スーペルコパMX: 2016

サントス・ラグナ
- リーガMX: 2018 (C)

### 代表
- CONCACAFゴールドカップ: 2015